# Bloch MB.1020
Le Bloch MB.1020, ou Bordeaux-Aéronautique 1020 (BA.1020), est un prototype d'avion militaire français de la Seconde Guerre mondiale produit pour Air France par la société Bordeaux-Aéronautique, et dont la production s'arrêta en 1940.

## Sources
1. ↑  Mérignac Talence 1939-1947, Dassault-aviation.com